# Pierre-Blanche (Pléchâtel)
La Pierre-Blanche est un dolmen situé à Pléchâtel dans le département français d'Ille-et-Vilaine.

## Protection
Le tertre et la sépulture sont inscrits au titre des monuments historiques par arrêté du 13 octobre 1980.

## Description
L'édifice, désormais ruiné, se composait d'une grosse table de couverture (3,40 m de longueur, 2 m de largeur, 1,10 m d'épaisseur), reposant sur un bloc prismatique de 2,20 m de longueur, 1,20 m de largeur et 0,60 m d'épaisseur. L'ensemble était entouré de quatre blocs dressés en cercle délimitant un cercle de 5 m à 6 m de diamètre. Tous les blocs sont en quartzite.

## Folklore
Selon la tradition, la Vierge se promenait dans la lande en filant sa quenouille, elle portait une pierre sur sa tête et plusieurs autres dans son tablier. Quand elle se baissa pour ramasser sa quenouille qui était tombée à terre, les pierres tombèrent au sol et se fichèrent en terre, celle qui était sur sa tête devint la Pierre Longue et celles qui étaient dans son tablier formèrent le dolmen de pierre-Blanche.